# جون برمنغهام (سياسي)
جون برمنغهام (بالإنجليزية: John Birmingham)‏ هو سياسي بريطاني، ولد في 1953 في سالفورد في المملكة المتحدة.